# Rosalba
Rosalba  è un nome proprio di persona italiano femminile.

## Varianti in altre lingue
- Catalano: Rosalba[5]
- Spagnolo: Rosalva[5][2]

## Origine e diffusione

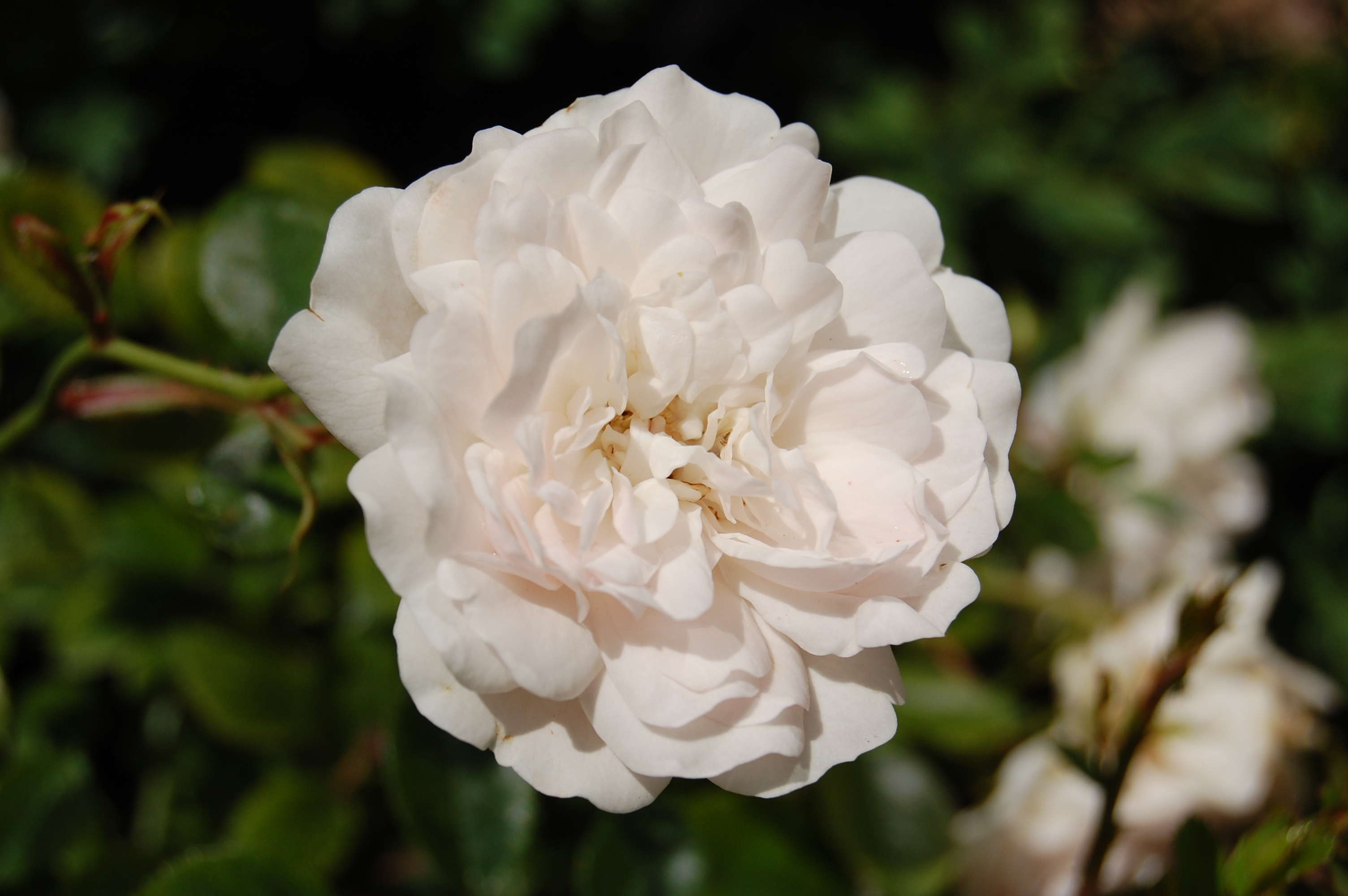
Esemplare di rosa bianca (rosa + alba)

È composto dai termini latini rosa ("rosa", il fiore) e alba ("bianca"), e significa quindi "rosa bianca". Può essere anche considerato un composto dei nomi Rosa e Alba, che sono comunque derivati dai termini latini appena citati, quindi con lo stesso significato.
Secondo dati pubblicati negli anni settanta, era uno dei più diffusi tra i composti di Rosa (il secondo, con 36 000 occorrenze, dietro solo a Rosanna e seguito da Rosamaria e Rosangela); ad ogni modo, viene ormai percepito come un nome a sé stante e non più come un composto di due.

## Onomastico
Nessuna santa ha mai portato il nome Rosalba, che quindi è adespota; l'onomastico si può festeggiare il 1º novembre, giorno di Ognissanti, oppure lo stesso giorno di Rosa o Alba.

## Persone

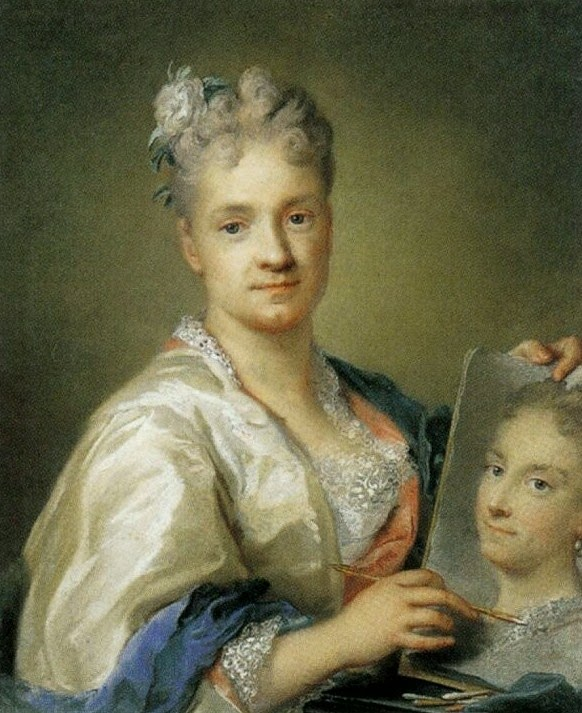
Rosalba Carriera

- Rosalba Archilletti, cantante italiana
- Rosalba Bernini, pittrice italiana
- Rosalba Bongiovanni, doppiatrice italiana
- Rosalba Campra, scrittrice argentina
- Rosalba Caramoni, doppiatrice italiana
- Rosalba Carriera, pittrice e ritrattista italiana
- Rosalba Forciniti, judoka italiana
- Rosalba Grottesi, attrice italiana
- Rosalba Neri, attrice italiana
- Rosalba Pippa, vero nome di Arisa, cantautrice italiana
- Rosalba Villa, cestista italiana

### Variante Rosalva
- Rosalva Luna, modella messicana